# Björn Höcke
Björn Höcke, född 1 april 1972 i Lünen i dåvarande Västtyskland, är en tysk politiker (AfD) och före detta gymnasielärare. Han är en av två talesmän för AfD Thüringen och sedan lantdagsvalet 2014 AfD-gruppledare i Thüringens lantdag.
Höcke var organisatör för Erfurter Demonstrationen och blev uppmärksammad för sina uttalanden som kallades "völkisch" och "rasistiska" i media. Tillsammans med partikollegan André Poggenburg tog han initiativ till Erfurtresolutionen och tillhör partiets nya högern-falang. Akademiker har tillskrivit Höcker högerextremism, historierevisionism och i delar ett övertagande av nationalsocialistiskt tankegods.[källa behövs]